# 周恪
周恪（16世紀—16世紀），字有之，號少峯，南直隸寧國府太平縣人，明朝政治人物。

## 生平
周恪為人剛介，和兄長周怡跟隨王畿學習，周怡因直言被杖打入獄，他因看望兄長，又為母親守喪而南北奔走，兄長贈詩給他：「鶺鴒飛已急，鴻雁去還來。」獲選貢，嘉靖三十四年（1555年）乙卯科應天鄉試第八十四名舉人，隆慶二年（1568年）授遂安知縣，到任後留心風俗，表彰當地節孝及先賢朱子，同時重建瀛山書院，聘請王畿講學，又修築麗澤書院提拔士子，每月稅賦則下令人民自兌自封，並禁止胥吏藉商貨貪污，陞應天推官，萬曆三年（1575年）調順德推官，清正名聲日益著名，陞濱州知州，致仕回鄉後購置義田贍養族人，去世後入祀遂安名宦祠。

## 引用
1. 1 2  光緒《（安徽）太平縣志·卷六》：周恪，字有之，號少峯，與兄怡俱受學於王龍溪，怡以直言予杖繫獄，恪遠省兄內憂母，南北奔走無虛日歲，怡贈詩有云：「鶺鴒飛已急，鴻雁去還來。」蓋實紀也，嘉靖乙卯由選拔生舉於鄉，授遂安令多惠政，民懷之，邑有瀛山書院為朱子與詹沂之講學處，舊址僅存，恪重構之，延龍溪講學焉，又修麗澤書院以掄文，政教大行，去之日閤邑請祀於瀛山書院，陞應天司理，復調順德，清聲懋著，遷濱州牧，致仕歸，置義田以贍族人。初怡以直顯，有避人焚草之意，恪梓其集行世，卒祀遂安名宦。
2. ↑  民國《遂安縣志·卷四·職官》：周恪，知縣，字有之，江南太平人，舉人，剛介質直，留心風化，表章節孝及先賢張朱遺跡，新黌舍，拓泮池，拔士之秀者，月課之徵收，令民自兌自封，投櫃貯解各如制，先是多徵商貨，胥吏藉以滋虐，悉嚴禁焉，陞京府推官，詳去思碑。